# Emmanuel Goldstein
Emmanuel Goldstein es un personaje ficticio, clave para el desarrollo de la novela de George Orwell, 1984. Es presentado como un personaje con ciertos rasgos judíos.
En la novela se cuenta que Goldstein es uno de los fundadores del partido, y que rompió con él para formar una nueva organización llamada La hermandad, que se dedica a promover la caída del Partido, por lo que éste y sus seguidores son considerados peligrosos y traidores a la Revolución. Goldstein plasma sus ideas en un libro titulado "Teoría y Práctica del Colectivismo Oligárquico". Siendo la antítesis al Gran Hermano, es presentado por El Partido como un gran traidor, y es utilizado con fines propagandísticos, como es en los dos minutos de odio. La novela deja sin respuesta si Goldstein o la Hermandad existen.
La descripción de este personaje puede ser considerada como una alusión al líder revolucionario ruso León Trotski, quien también era judío,  mientras que el nombre podría relacionarse con la célebre anarquista de origen lituano y activista feminista Emma Goldman.